# Шильцы
Шильцы — деревня в Сергиево-Посадском районе Московской области России, входит в состав сельского поселения Лозовское.

## Население
| 1859 | 1895 | 1905 | 1926 | 2002 | 2006 | 2010 |
| ---- | ---- | ---- | ---- | ---- | ---- | ---- |
| 168  | ↘146 | ↗157 | ↗172 | ↘11  | →11  | ↘5   |

## География
Деревня Шильцы расположена на севере Московской области, в юго-восточной части Сергиево-Посадского района, примерно в 55 км к северо-востоку от Московской кольцевой автодороги и 10 км к востоку от железнодорожной станции Сергиев Посад.
В 4 км северо-западнее деревни проходит Ярославское шоссе М8, в 25 км к юго-западу — Московское малое кольцо А107, в 5 км к северо-востоку — Московское большое кольцо А108, в 18 км к юго-востоку — Фряновское шоссе Р110.
К деревне приписано девять садоводческих товариществ (СНТ). Ближайшие сельские населённые пункты — деревни Абрамово, Ляпино и Шарапово.

## История
В «Списке населённых мест» 1862 года — казённая деревня 1-го стана Александровского уезда Владимирской губернии по левую сторону Троицкого торгового тракта из города Алексадрова в Сергиевский посад Московской губернии, в 33 верстах от уездного города и становой квартиры, при горе Греховой, с 30 дворами и 168 жителями (73 мужчины, 95 женщин).
По данным на 1895 год — деревня Ботовской волости Александровского уезда с 146 жителями (72 мужчины, 74 женщины). Основными промыслами населения являлись хлебопашество, выработка бумажных тканей и размотка шёлка, 7 человек уезжали в качестве фабричных рабочих на отхожий промысел в Москву.
По материалам Всесоюзной переписи населения 1926 года — деревня Новленского сельсовета Шараповской волости Сергиевского уезда Московской губернии в 7,5 км от местного шоссе и 10,7 км от станции Сергиево Северной железной дороги; проживало 172 жителя (84 мужчины, 88 женщин), насчитывалось 32 крестьянских хозяйства.
1994—2006 гг. — деревня Тураковского сельского округа Сергиево-Посадского района, 2006 — н. в. — деревня сельского поселения Лозовское Сергиево-Посадского района Московской области.